# تاتسيكي جيناي
تاتسيُكي جيناي (仁内 建之 جيناي تاتسيُكي)، اسمه الحقيقي كويتشي هوتاتسو (宝達 晃一 هوتاتسو كويتشي)، ممثل أداء صوتي ياباني ولد في 1 فبراير 1933 في أوبيهيرو، هوكايدو، توفي 12 أبريل 2000.

## أدواره في الأنمي

### مسلسلات أنمي تلفزيونية
- دورورون إنما كن - دايكنكاي
- بطولة سباقات الفورمولا المستقبل - هيرويكي كازامي
- لوبين الثالث - الرائد سميث
- رانما ½ - المدير كونو
- روروني كنشين - د. هانس
- تايو نو كيا دوغرام - هيرُموتو
- الشجاع رايدين - دالتون، الراوي
- ليدي أوسكار - دوق أورليان
- روكوشين غاتاي غودمارز - بارون، فيديل، شيبار
- ديرتي بير - كينغ
- الليث الأبيض - هاغيواشي
- هزيم الرعد - جادر

### أوفا أنمي
- بطولة سباقات الفورمولا المستقبل - هيرويكي كازامي
- صياد مصاصي الدماء - خادم ديميتري
- فيرجين فليت - القائد تاتسُتاغاوا

### أفلام أنمي
- ليلة على قطار المجرة - والد كامبانيلا

## روابط خارجية
- تاتسيكي جيناي على موقع IMDb (الإنجليزية)
- تاتسيكي جيناي على موقع ميوزك برينز (الإنجليزية)
- تاتسيكي جيناي على موقع ديسكوغز (الإنجليزية)
- تاتسيكي جيناي على موقع قاعدة بيانات الفيلم (الإنجليزية)
- تاتسيكي جيناي على موقع كينوبويسك (الروسية)
- تاتسيكي جيناي على موقع ANN person (الإنجليزية)